# Templo de Esculapio (Agrigento)
El templo de Asclepio o templo de Esculapio (el nombre romano de la divinidad de la medicina), también llamado templo H, es un templo griego de la antigua ciudad de Akragas situado en el Valle de los Templos de Agrigento.
El templo está ubicado en el centro de la llanura de san Gregorio. Se suele dar por válida la identificación tradicional basada en la descripción de Polibio (I 18, 2), según la cual el templo debía encontrarse "delante de la ciudad", a una distancia de una milla de la parte presumiblemente opuesta del camino hacia Heraclea. Sin embargo, la distancia no se corresponde con exactitud con la indicación de Polibio (que no obstante podría tener carácter genérico). El aislamiento y la relativa modestia y antigüedad del edificio para el culto de Asclepio son los factores que dejan más dudas sobre su identificación. 
En el santuario de Asclepio se conservaba una estatua en bronce de Apolo, obra de Mirón donada por Escipión a la ciudad y robada por Verres (Cicerón, Verrine, II 4, 93). El pequeño templo dórico in antis, de 21,7 metros de longitud y 10,7 metros de anchura, apoya sobre un crepidoma de tres escalones y un basamento elevado más ancho que el propio crepidoma. Una particularidad inusual del edificio es el falso opistodomos representado por dos semicolumnas entre antas en la parte exterior del fondo de la cella, que quieren así imitar una estructura anfipróstila. Es notable también la zona del entablamento, con los canalones con cabezas de león, el friso y el geison del frontón. El templo probablemente pueda datarse de los últimos veinte años del siglo V a. C.